# Porast razine mora
Porast razine mora ima trenutno vrijednost 1,8 milimetar na godinu, u zadnjih 100 godina ili 3,1 milimetar na godinu, u zadnjih 7 godina. Smatra se da je uzrok trenutnog porasta mora je globalno zatopljenje, koje će se nastaviti i u budućnosti. Povećanje temperature dovodi do toplinskog istezanja vode i topljenje ledenjaka, koji imaju otprilike jednak doprinos porastu razine mora.
Najnovija predviđanja govore da bi razina mora mogla porasti do kraja 21. stoljeća, od 90 do 880 mm, sa srednjom vrijednosti 480 mm.

## Pregled promjena razina mora
Lokalna srednja razina mora se određuje kao srednja visina mora, s obzirom na referentnu točku na kopnu, kao prosječna vrijednost u nekom dužem vremenskom periodu (mjeseci ili godine), dovoljno dugom da se kolebanja uzrokovana valovima i morskim mijenama poravnaju. Treba uzeti u obzir i kolebanje kopna zbog raznih geoloških utjecaja.

### Kratkotrajne i periodičke promjene
Postoje mnogi čimbenici koji stvaraju kraktotrajne promjene (od nekoliko minuta do 18,6 godina) u razini mora:
| kratkotrajni (periodički) uzroci                                          | vremenski raspon (P = periodički) | vertikalna promjena             |
| periodičke promjene razine mora                                           | periodičke promjene razine mora   | periodičke promjene razine mora |
| ------------------------------------------------------------------------- | --------------------------------- | ------------------------------- |
| jednodnevne i poludnevne astronomske morske mijene                        | 12–24 sati (P)                    | 0,2–10 m                        |
| valovi s dugačkim periodom                                                |                                   |                                 |
| kolebanja uzrokovana kolebanjem (Chandlerovo kolebanje)                   | 14 mjeseci (P)                    |                                 |
| Mjesecev čvor - astronomske morske mijene                                 | 18 613 godina                     |                                 |
| Meteorološka i oceanografska kolebanja                                    |                                   |                                 |
| atmosferski tlak                                                          | sati do mjeseci                   | −0,7–1,3 m                      |
| vjetrovi (olujni valovi)                                                  | 1–5 dana                          | do 5 m                          |
| hlapljenje i padaline (mogu imati dugotrajni period)                      | dani do tjedni                    |                                 |
| topografija oceanske površine(promjene u gustoći mora i morskim strujama) | dani do tjedni                    | do 1 m                          |
| El Niño                                                                   | 6 mjeseci, svakih 5–10 godina     | do 0,6 m                        |
| sezonska kolebanja                                                        |                                   |                                 |
| sezonska ravnoteža oceana (Atlantski, Tihi, Indijski)                     |                                   |                                 |
| sezonske promjene u nagibu vodene površine                                |                                   |                                 |
| istjecanja rijeka (i poplava)                                             | 2 mjeseca                         | 1 m                             |
| sezonske promjene gustoće mora (temperatura i salinitet)                  | 6 mjeseci                         | 0,2 m                           |
| stojni valovi                                                             |                                   |                                 |
| stojni valovi                                                             | minute do sati                    | do 2 m                          |
| potresi                                                                   |                                   |                                 |
| tsunami (stvara katastrofalne dugotrajne valove)                          | sati                              | do 10 m                         |
| iznenadne promjene u visini kopna                                         | minute                            | do 10 m                         |

### Dugotrajne promjene
Različiti utjecaji mijenjaju volumen i masu oceana, vodeći do promjena razine mora. Dva najveća utjecaja su temperatura (gustoća mora ovisi o temperaturi) i masa svježe vode koja pritječe u more (rijeke, jezera, ledenjaci, polarni ledeni pokrivač, morski led). 
Promatranja su pokazala porast razine mora od 1,8 mm na godinu, u zadnjih 100 godina ili 3,1 mm na godinu, u zadnjih 7 godina.[nedostaje izvor]

### Promjene razina mora u prošlosti
Za vrijeme maksimuma posljednjeg ledenog doba, prije oko 18 000 godina, smatra se da je razina mora bila niža oko 120 m. Ipak, prije otprilike 6 000 godina, smatra se da su razine mora bile otprilike jednake današnjim.

## Procjene razina mora za budućnost
- Međuvladin panel o klimatskim promjenama, 2007. procjenjuje da će porast razine mora do kraja 21. stoljeća, mogla biti od 90 do 880 mm, sa srednjom vrijednosti 480 mm.[10][11]
- Satelitsko mjerenje s laserskim visinomjerom, od 1993. govori da je trenutni porast razine mora između 2,9 do 3,4 mm na godinu[3][4][5][6][7]
- Temeljem mjerenja s mareografom, prosječni porast razine mora u 20. stoljeću je bio između 0,8 do 3,3 mm godišnje, ili srednja porast razine mora je bio 1,8 mm godišnje[12]

### Mjerenje razine mora u Amsterdamu
Najduže stalno mjerenje razine mora se provodi u Amsterdamu, i od 1850. do danas, mjerenja pokazuje da razina mora raste 1,5 mm godišnje.

## Vanjske poveznice
- NASA—Cartwheel CME  Arhivirana inačica izvorne stranice od 30. prosinca 2009. (Wayback Machine) NASA May 27, 2008